# 鮎川るい
鮎川 るい（あゆかわ るい、1968年12月27日 - ）は、日本のAV女優。

## 略歴・人物
2005年にデビュー。

## 出演作品

### アダルトビデオ
2005年
- 中出し近親相姦 （1月27日、センタービレッジ）
- おかあさん （2月23日、センタービレッジ）
- 独占!人の妻ワイドスペシャル 夫とは別れるつもり…乱れにやってきた貞淑妻たち （2月28日、アテナ映像）…オムニバス作品 他出演:川越さやか、桜木美穂、岡本あい、内田志穂
- 美熟乳 103cm Hcup （3月4日、ディープス）
- 浮気録画【公開不倫ナマ素材】鮎川流衣（34）Mrs.Sexual Rose H.103 （3月10日、ドリームチケット） ※「鮎川流衣」名義
- 初脱ぎ熟女 26 恥ずかしながら （3月5日、クリスタル映像）…オムニバス作品 他出演:吹雪かすみ、平田美穂、桜木志穂、葉丘彩女、佐藤奈美恵
- 母子相姦遊戯 汚された母 （4月6日、グローバルメディアエンタテインメント）
- 美熟女トルコ行進曲 5 ～泡踊り伝説～ （4月21日、ディープス）
- 未亡人 ～びぼうじん～ （4月22日、桃太郎映像出版）
- 凌辱銭湯 4 （5月19日、ディープス）
- 優しい奥さん （5月19日、ナチュラルハイ）
- 人妻旅情記 鮎川るい36歳 城ヶ崎不倫旅行 （6月8日、グローバルメディアエンタテインメント）
- 息子愛 近親相姦 （6月10日、タカラ映像）
- 女編集長中出し （6月17日、タカラ映像）
- 艶熟 中出し （6月23日、グローリークエスト）
- 実録 近親相姦 再現ドラマシリーズ 爆乳母 膨張する異常性欲 （6月24日、レイディックス）
- エロスは甘い香り 巨乳美熟女の誘惑 （6月25日、ルビー）共演:井上晴美
- ボディコン熟女～癒しの快楽6美人～ 5 （6月25日、マドンナ）…オムニバス作品 他出演:桜井彩美、大竹楓、林マリア、藤あやめ、高山京香
- 若く逞しいおち○ぽに狂わされた働くおばん 拾九の巻 （7月1日、タカラ映像）…オムニバス作品 他出演:原早苗
- 素人マダムズ [LEVEL A] 其の二十一 （7月15日、アリスJAPAN）…オムニバス作品 他出演:石井あづさ、水城優子、斉藤りさ、菅原朱美
- 熟れたパイレズビアン （7月19日、ドグマ）共演:友田真希
- 熟女ガマンできない!! （7月29日、シャイ企画）…オムニバス作品 他出演:環あかり、増田ゆり子、小林みゆき、城山美香
- 艶熟接吻巨乳病棟 （8月5日、アウダースジャパン）共演:友田真希、岡崎美女、HINAKO
- 巨乳熟女の癒しエロス 3 （8月9日、プールクラブ・エンタテインメント）
- 近親相姦シリーズ 母の淫乳に魅せられた息子 （8月10日、ドリームステージエンタテインメント）
- 乳義母 おっぱいへの儚き想い （8月15日、アレックス）
- 爆乳美熟女お母さん 生中出し強制輪姦調教 （8月18日、SODクリエイト）
- IカップOL揉みまくり （8月19日、メディアアーツ）
- 中出し近親相姦 （8月19日、GLAY'z）…オムニバス作品 他出演:西条麗、望月加奈、瀬名涼子
- 熟女 ポルチオ狂 中出し　（8月25日、リッチジャパン）
- 中出し 義母レイプ 2 （8月26日、TMA）…オムニバス作品 他出演:望月加奈、白雪彩、瀬名涼子、西条麗
- 超高級熟女研究所 VOL.2 （9月8日、SODクリエイト）…オムニバス作品 他出演:三上夕希
- 巨乳家族 義母も叔母も義妹も巨乳で僕はもう… 完全版 （9月23日、ケイ・エム・プロデュース）共演:日向ゆみ、明乃夕奈
- 団地に棲む人妻たち 28 （9月25日、マドンナ）…オムニバス作品 他出演:大竹楓、桜井彩美
- 未亡人中出し （9月26日、ドリームステージエンタテインメント）
- 近親相姦 ママは103センチHカップ （10月1日、ワンズファクトリー）
- 爆乳女教師ペット・鮎川るい （10月13日、MOODYZ）
- 近親相姦図 熟母相姦 （10月13日、マルクス兄弟）
- まさか叔母ちゃんに筆下ろしされるとは… 3 （10月14日、東京音光）
- 女社長 レズバトル 鮎川るい VS 高須奈々 （10月15日、アレックス）共演:高須奈々、篠原花梨
- Hカップ爆乳家政婦は見た! 2 （10月28日、ルビー）共演:黒木あげは
- バイブの虜 16 （11月9日、プールクラブ・エンタテインメント）…オムニバス作品 他出演:早川凛、亜佐倉みんと、水森裕子、山口みのり、大粒るい、城エレン、成川友美、愛乃彩音、里美りん
- 人妻解放区 爆乳豊満妻刺激欲求 #029 鮎川るい37才 （11月16日、GUTS）
- 友達の母 35 （11月25日、マドンナ）…オムニバス作品 他出演:高山京香、桜井彩美
- 熟女狂い 特効薬 （12月10日、プレステージ）
- 美セレブ Part2 （12月15日、フォーエバー）…オムニバス作品 他出演:美波志保
- 熟れた乳房 （12月25日、マドンナ）

2006年
- 和服熟女 （2月18日、ラハイナ東海）
- 艶熟*女ざかり 2 豊満巨乳編 （2月28日、ゴリラプロジェクト）…オムニバス作品 他出演:麗花
- 義母さんお股を開きましょう… 2 （3月1日、ワンズファクトリー）…オムニバス作品 他出演:MAYUKA、紫彩乃
- 新 豊満熟女 （3月11日、ルビー）
- 義母 中出し20連発 （3月16日、アイエナジー）
- 絶倫セレブ妻 （3月19日、メディアステーション）…オムニバス作品 他出演:美波志保、宝生桜、浅野美鈴
- 生出し 人妻不倫旅行 04 （4月14日、ビッグモーカル）
- 母と息子の[近親相姦] （4月15日、ルビー）
- 人妻バスルーム 2 （4月16日、メディアステーション）…オムニバス作品 他出演:小林みゆき、桃井りか、美波志保
- 2ち○んねるスレで話題の美熟女を追え! （5月26日、BeCool）…オムニバス作品 他出演:酒井ちなみ、岩崎千鶴
- ザ・タブー家族 義母がすけべで身がもたない 12 （7月7日、東京音光）
- 乳淫熟妻とM夫の狂騒曲 （7月10日、映天）
- おむつ熟女折檻 （7月10日、AVS）
- 背徳愉悦 近親相姦 （7月19日、桃太郎映像）…オムニバス作品 他出演:高嶋ゆうこ
- どすけべ地方熟女たち7 ～京都篇～ （7月22日、ルビー）…オムニバス作品 他出演:花園夏海、水紗和あやの、遠藤典子
- ボイン妻 3 （7月25日、マドンナ）…オムニバス作品 他出演:田村のぶえ、大塚真奈美
- まさか叔母ちゃんに筆下ろしされるとは… 8 （9月8日、東京音光）
- 背徳マダムの串刺しオペラ 第一章 （9月10日、映天）共演:酒井ちなみ
- 人妻高級ソープ 3 （9月15日、フォーエバー）
- ぜ～んぶ鮎川るい （12月8日、東京音光）※総集編

2007年
- 世間によくある妻の浮気現場 自宅の部屋/車の中/旅館/野外 （12月13日、FAプロ）…オムニバス作品 他出演:湊みらい、大越はるか

2008年
- 世間によくある妻の浮気現場 2 （3月13日、FAプロ）…オムニバス作品 他出演:小池絵美子、和希優子
- 女王様が熟女のネコ/タチ調教をしたらこうなった! （8月25日、未来・フューチャー）共演:センジュ女王様、牧野遥
- 熟した女のふたなりな関係 （9月15日、ジャネス）共演:牧野遥
- 熟痴レズ 4 （9月19日、スタイルアート）共演:高坂保奈美
- 病みつきになるスケベ熟女の亀頭チンポ責め手コキ （10月15日、ジャネス）…オムニバス作品 他出演:南原香織、麻生京子、坂下麗、山口美花、北原夏美
- 気になる隣りのデカ乳奥さん 5 （11月25日、現映社）

　他